# Барилас
Барилас (рос. Барылас) — село Верхоянського улусу, Республіки Саха Росії. Входить до складу Бариласького сільського поселення.
Населення —  90 осіб (2002 рік). 
Село розташоване за 502 кілометри від адміністративного центру улусу — міста Верхоянська.